# Nikola Pietzsch
Nikola Pietzsch (geboren am 11. Dezember 1974 in Eisenach) ist eine ehemalige deutsche Handballspielerin.

## Vereinskarriere
Von 1996 bis 2006 spielte sie für den HC Leipzig bzw. dessen Vorgänger VfB Leipzig.
Mit dem Team aus Leipzig wurde sie mehrmals Deutsche Meisterin (1997/1998, 1998/1999, 2001/2002, 2005/2006).

## Nationalmannschaft
Nikola Pietzsch spielte 126 Länderspiele für die deutsche Nationalmannschaft. Sie zählte zum deutschen Team bei der Weltmeisterschaft 1999, bei der sie in sieben Spielen sieben Tore warf, und bei der Weltmeisterschaft 2003.

## Erfolge
- Deutsche Meisterin 1998, 1999, 2002, 2006

## Privates
Ihr Vater Joachim Pietzsch war ebenso Handballspieler wie ihr Großvater Werner Aßmann und ihr Bruder Alexander Pietzsch.
Sie ist mit Marco Rose verheiratet, mit dem sie eine Tochter hat.
Sie ist als Rechtsanwältin in Leipzig tätig.